# 戸田氏庸

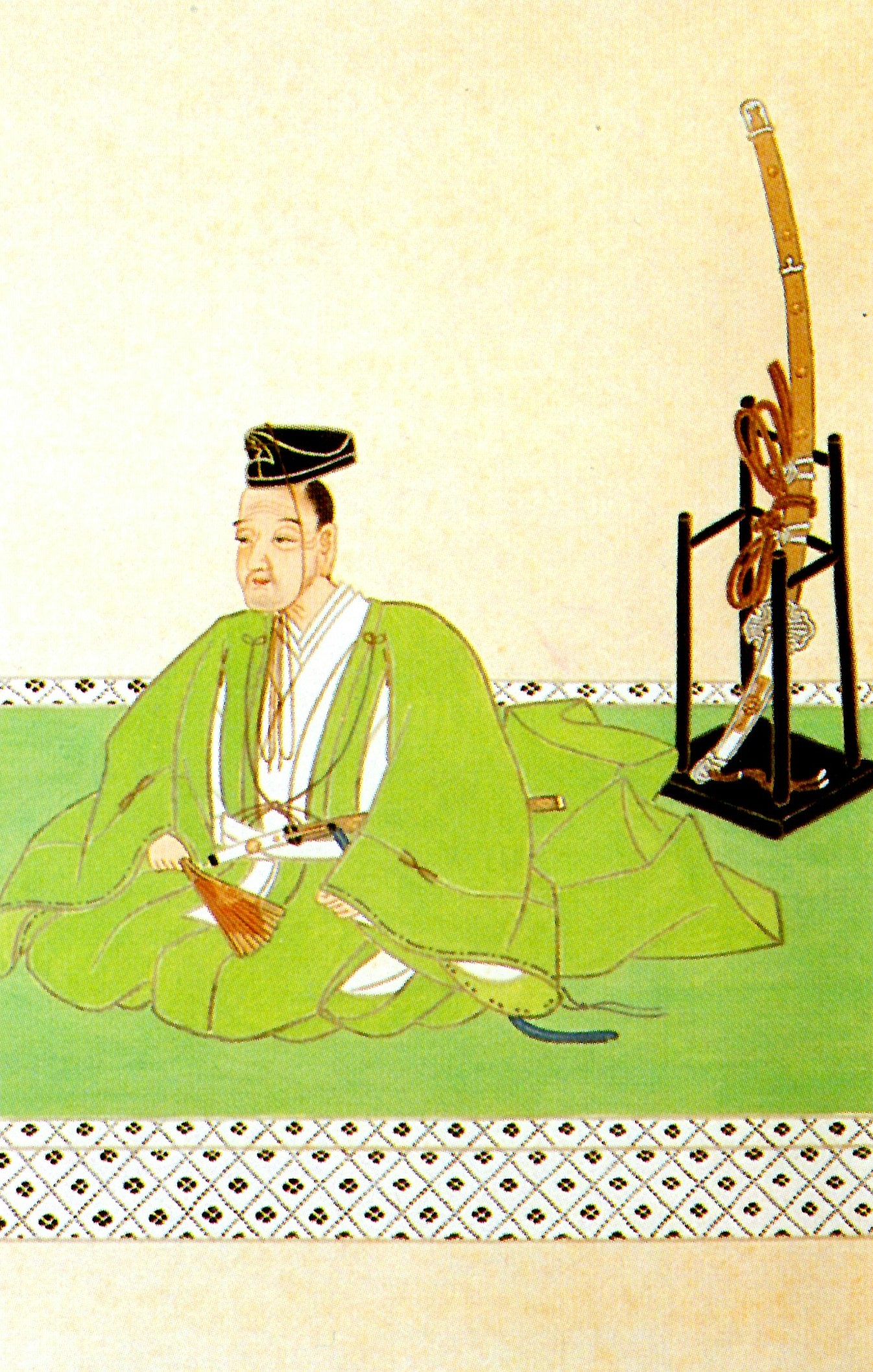
戸田氏庸像

戸田 氏庸（とだ うじつね、天明3年4月5日（1783年5月5日） - 天保12年3月19日（1841年5月9日））は、美濃大垣藩の第8代藩主。大垣藩戸田家9代。
第7代藩主・戸田氏教の長男。母は遊舞（鈴木氏）。正室は戸田氏養の娘・賀津。子に戸田氏正（長男）、土井利順（次男）、堀田正義（三男）、北条氏久（四男）、娘（板倉勝職正室のち細川利用正室）、娘（青山幸哉正室）、娘（戸田氏有正室）、娘（戸田氏寿正室）、娘（戸田氏敏養女）、娘（土井利忠継室）ら。官位は従五位下。伊賀守。采女正。
天明3年（1783年）4月5日生まれ（安永9年（1780年）4月3日生まれともされる）。寛政8年（1796年）5月15日、将軍徳川家斉に拝謁する。寛政9年12月18日、従五位下伊賀守に叙任する。文化3年（1806年）4月、父の死去により同年6月11日に家督を継いだ。文政3年（1819年）12月、従四位下に昇進する。天保7年（1836年）12月16日、侍従に任官する。
藩政においては大垣城天守閣の修築、藩校・致道館（大垣市立興文小学校の前身）の設立などに尽力した。
しかし藩財政の悪化がいよいよ深刻となる中での天保12年（1841年）3月19日、59歳で死去し、家督は長男の氏正が継いだ。法号は霊誉瑞雲泰岳院。墓所は岐阜県大垣市西外側町の円通寺。

## 系譜
- 父：戸田氏教
- 母：遊舞（鈴木氏）
- 正室：賀津 - 戸田氏養の娘
  - 長男：戸田氏正（1814-1876）
- 生母不明の子女
  - 次男：土井利順（?-1855） - 土井利位の養子
  - 三男：堀田正義（1816-1841） - 堀田正民の婿養子
  - 四男：北条氏久（1816-1852） - 北条氏喬の婿養子
  - 女子：宝子 - 清観院、板倉勝職正室、のち細川利用正室
  - 女子：青山幸哉正室
  - 女子：戸田氏有正室
  - 女子：戸田氏寿正室
  - 女子：戸田氏敏の養女
  - 女子：土井利忠継室